# Оукс, Фил
Фил Окс, или Фил О́укс, (англ. Phil Ochs, /ˈoʊks/; полное имя: Фи́лип Дэ́вид О́укс; 19 декабря 1940 — 9 апреля 1976) — американский музыкант, автор и исполнитель «песен протеста», в которых критиковались капитализм, либеральные ценности, война во Вьетнаме. «Поющий журналист» по его собственному определению.
Политически определял себя как «левого социал-демократа», ставшего «революционером» под влиянием протестов во время съезда Демократической партии США в Чикаго в августе 1968 года, когда он сблизился с йиппи. Пик активности Оукса приходится на конец 1960-х: он выступал на многих митингах против Вьетнамской войны, профсоюзных и студенческих митингах.
Разочарование в политическом курсе США в совокупности с рядом творческих неудач, покушением на его жизнь во время поездки в Африку, проблемами в личной жизни и гибелью Виктора Хары, друга Оукса, в конечном итоге привело его к глубокой депрессии. Он пристрастился к алкоголю, употреблял наркотики, страдал от биполярного расстройства и в 1976 году покончил с собой, повесившись в доме своей сестры.
Всего Фил Оукс записал восемь альбомов, наиболее известны его песни «I Ain’t Marching Anymore», «Changes», «Crucifixion», «Draft Dodger Rag», «Love Me I’m a Liberal», «Outside of a Small Circle of Friends», «Power and the Glory», «There but for Fortune», и «The War Is Over» — они исполняются другими фолк- и рок-певцами.